# 遊☆戯☆王の登場人物 (アニメオリジナル)
- 遊☆戯☆王 (アニメ第1作) > 遊☆戯☆王の登場人物 (アニメオリジナル)
- 遊☆戯☆王デュエルモンスターズ > 遊☆戯☆王の登場人物 (アニメオリジナル)
- 遊☆戯☆王 > 遊☆戯☆王の登場人物 > 遊☆戯☆王の登場人物 (アニメオリジナル)

遊☆戯☆王の登場人物（ゆうぎおうのとうじょうじんぶつ）では、高橋和希の漫画『遊☆戯☆王』のアニメ版作品『遊☆戯☆王』および『遊☆戯☆王デュエルモンスターズ』のオリジナルキャラクターを記述する。

## 『遊☆戯☆王』
針ねずみのテツ
声：檜山修之
童実野刑務所から脱獄した脱獄囚、窃盗の常習犯。拳銃を所持している。
「針ねずみのテツ」は通称で、本名は「ササキテツオ」（漢字表示は不明）。変装のプロでもある。容姿は原作の囚人ナンバー777とほぼ同じ（しかし額に777とは書かれていない）だが経緯は大幅に変更されており、性格も幾分か善良なものとなっている。何らかの手段で監房から逃げ出し、警察官を殴打して服を奪い変装、一人脱獄したと騒ぎ出し、周囲の意識を逸らしてあっさりと逃亡した。しかし、逃亡以降に次々と何者かの手によって窃盗事件が勃発、自らの犯行であると見なされ濡れ衣を着せられる破目となる。変装した姿でバーガーワールドの常連客となっている。卵アレルギーを患っているため、杏子の「バーガーに卵が入っている」という嘘の発言を信じて正体がばれてしまうが、テツの手によって女郎蜘蛛のジロウの正体も暴かれる事となる。
女郎蜘蛛のジロウ（じょろうぐものジロウ）
声：大場真人
バーガーワールドの店長だが、その正体は窃盗事件の真犯人。整形で顔を変えて善良な市民として街中に溶け込んでいた。背中に女郎蜘蛛の刺青が彫られているのが特徴。善良な市民を演じていたため、酒も煙草も止めていたようである。
バーガーワールドの常連客だったテツの正体を見抜き、テツが窃盗しようとしていた所を尾行していた際に昔の血が騒ぎ、牛島金融や水野宝石店を次々と襲い、窃盗事件を起こした。だが、同時期に脱獄した窃盗の常習犯の針ねずみのテツによる犯行だと目され、捕まることは無かった。水野宝石店を襲撃した際に警備員と格闘となり、倒れた警備員が右脹脛を警棒で殴打したために痣があり、それが証拠となって針ねずみのテツによって正体を暴かれた。容姿は囚人ナンバー777とは似ていないが、原作の囚人ナンバー777の役割を引き継いでおり、闇遊戯との駆け引きもほぼ同じ。しかし火達磨となった囚人ナンバー777とは異なり、炎に包まれた幻惑に襲われるという闇の罰ゲームを受けた。
赤星昇太郎（あかぼし しょうたろう）
声：島田敏
熱狂的な腕時計マニアで、常にサングラスを着用している。自宅の部屋で引きこもっており、部屋中には腕時計がコレクションとして置かれていた。息子を心配している母親（声：溝上真紀子）がいる。
病的と言っていい程、腕時計を溺愛しており腕中に着用している。一方、性格は神経質であり横暴。腕時計に通行人がすれ違う際に荷物がかすった(腕時計に傷つもつかないほどの衝撃。)だけで激昂し暴行を加えるほどである。限定物の腕時計・Dショックを本田から頼まれた遊戯が入手した所で、全て売り切れとなったためにDショックに手を出し、自身のマニアぶりを語り自分こそがその所持者に相応しいとして奪おうとするが、本田に阻止され店員からも警察に通報されたために逃走。それ以降遊戯達に付き纏う様になる。本田がミホのDショックを所持していたために本田から隙をついて盗み取り、さらにその直後も自分のせいで無くしてしまったと落ち込んでいる本田の手の甲を踏みつける挑発的な態度を取り、それに感付いて後をつけていた遊戯に暴行を加える。それが闇遊戯の逆鱗に触れ、「巨大時計の部屋で、腕時計のストップウォッチを10秒に近い時間で止める」ゲームを展開。立ち位置と先攻後攻で有利不利を完全に理解していなかったことが災いして敗北。肉体そのものに無数の腕時計が組み込まれる幻覚という罰ゲームを受ける。その後は精神が崩壊し、部屋中の腕時計をすべて壊してしまい、母親の声が届かないほど悪化し果てた。なお、あまりにも身勝手の行動の為に闇遊戯からは「哀れだな」と吐き捨てられた。
灰山（はいやま）
声：阪口大助
童実野高校の生徒。
大人しい性格、小柄な体格、眼鏡を着用と、花咲友也や遊戯と共通した点が多い。鯨田の恐喝を受けて札束を渡していた弱々しい生徒として描かれていたが、実際は鯨田を操っていた張本人である黒幕。性格もサディストであり、鯨田をペットと見なしている。鯨田を含めた気弱な生徒たちを金の力でどこまで変えられるかを楽しんでいた。後半では鞭を使用をしつつ、その本性を晒す。また、原作では鯨田の役割である闇遊戯とのペット勝負をそのまま受け継いで対戦。原作通りの展開で敗北してしまう。最後は具現化した自分のペットに食われてしまうという幻惑に晒されることになった。
リドリー・シェルダン
声：大塚周夫
海馬瀬人の部下であるゲーム四天王の1人目。イギリス人。
ロンドンに豪邸を構えている伯爵の老人。フィオナというビスク・ドールを我が娘のように溺愛している人形愛好者であると共に有能な傀儡子。デュエルモンスターズにも造詣が深い。等身大の人形すらも意のままに操り、その人形を用いてデュエルを行うことも可能。女声を含めた様々な声を自在に使い分けることもできる。保健医（声：富沢美智恵）の人形を用いて遊戯に接触。デュエルを行い、遊戯に勝利する。その後、海馬と共に遊戯を拉致。自らの人形の館に連れ込み、再びデュエルを開始。その実力で圧倒するが、闇遊戯の覚醒によって追い詰められ、闇遊戯の切り札によって敗北。自分の敗北を素直に認め、出直しのために館を去った。
童部（わらしべ）
声：飛田展男
熱狂的なカプセルモンスターマニアの大学生。七三分けの髪型に眼鏡を着用している。カプモンのバトルにはあまり興味がなく、レアモンスターを集める事に執着している。
遊戯とはカプモン仲間として親しくしている仲。ミホに恋をしており、遊戯の手引きでミホと文通仲間になり、彼女にカプモンやアクセサリーをプレゼントしている。しかし性格は自己中心的で極端に走りやすく、駄々をこねたり勝手な妄想に耽る事もしばしばある。ミホへの一方的な想いが先走り、遊戯の仲間達やミホを傷つける事となる。原作でのモクバとの初登場時のカプモン勝負をそのまま引き継いで闇遊戯と勝負するも敗北し、原作のモクバと同じ末路を辿った。しかし、根っからの悪人ではなく、その後は更生した模様。
不破龍一（ふわ りゅういち）
声：堀川亮
海馬の部下であるゲーム四天王の2人目。関西弁で喋る。
海馬の命を受けて童実野高校に転校。しかし、シェルダンのように心から海馬を尊敬してはおらず、命がけの勝負がしたいという私欲から協力しているに過ぎない（海馬に大きな態度を取っているのもそのため）。とてつもない強運の持ち主で、「ゲームDEゲット・ショー」（原作のZTV放送局のものとは異なる）のチャンピオンの座に上り詰め、テレビでも有名な存在となっている。金庫の番号をたった一回で解いたり、ロシアンルーレットをもあっさり避けている。当初はその強運や知名度の高さから城之内やミホから尊敬されていたが、本来はプライドが高く傲慢な性格であり、驚異的な運の持ち主である自身を「神」と称するなど、過激かつ傲岸不遜な発言が度々目立つ。道で転んでしまい助けを求めた子供達を「ツキが逃げる」という自分勝手な理由で見捨てたり、闇遊戯と戦うためだけに遊戯にゲームと偽って暴行を加えるなど弱い者いじめを行った事で彼らの怒りを買う。父の借金を返済すべく番組に参戦して敗れた城之内への罵倒と、遊戯への暴行を行った後、闇遊戯と「エレクトリック神経衰弱」で対決。強運で闇遊戯を追い詰めるが、闇遊戯がエレクトリック神経衰弱で流れる電流を利用しての「同じ間違いを続けることで停電を起こし、コンピュータ内のトランプの位置を入れ替える」という捨て身の戦法を成功させたことで逆転負けを喫する。そのショックから自身の強運を失ってしまった。DEATH-Tではアイリーンとタッグを組み、城之内とミホとのリアル格闘ゲームを展開。自身はコントローラーを担当し、アイリーンとのコンビネーションで優位に立つも、逆転負けを喫する。
影山リサ（かげやま リサ）
声：山崎和佳奈
黒薔薇女学園の生徒。
ゲームショップ「亀」を訪れていた所、杏子がレアカードの「ヴァイオレットヘカテー」を入手。それを遊戯が譲り受けた所から、執拗に付き纏う。遊戯にラブレターを送り、童実野公園で接触。それ以降親しくなるが、実はカードを手に入れるためなら手段を選ばない三つ子の影山三姉妹（声：宇和川恵美、前田このみ）としてデュエル界では悪名高い存在であり、既に入手している「レッドヘカテー」「イエローヘカテー」に続いて3枚目のカード「ヴァイオレットヘカテー」を入手するのが真の目的であった。3人ともセミロングの髪形をした美少女だが、その美貌に反して性格は凶悪そのものである。最終的には「ヴァイオレットヘカテー」のカードを手に入れることに焦りを感じて墓穴を掘り、遊戯たちに正体がばれてしまい、三姉妹で遊戯とデュエルを行う。千年パズルを奪っていたため、本来の遊戯が相手をするが、遊戯は風邪で体調を崩していたこともあり、優位に立つ。その場に現れた海馬が遊戯のデュエルを引き継ぎ、アドバンテージとして「ヴァイオレットヘカテー」を渡され、それにより、3枚のヘカテーカードを融合させて「ゴーゴン」を召喚するが、海馬が召喚した2体の「青眼の白龍」の前に敗北した。
アニメ『GX』では童実野町の住民リストに名前だけ登場している。
豪遊カケル（ごうゆう カケル）
声：銀河万丈
城之内の妹・静香が入院している海容総合病院の中年医師。趣味はゴルフで、自身をプロ級と評している。
病院患者よりも出世や娯楽を優先し、故に担当となった患者の手術を延期させて次々と患者を死に至らしめている悪徳医師。この事態に関しては全く反省の意思は無い。同じ医療に携わる看護師の美雪に言い寄るも、その人間性から軽蔑され、その腹いせに美雪を解雇したり、それを知った城之内に迫られた際は「静香を病院から追放する」と脅迫する等、数々の外道を見せる。電話で出世のためのコンペを相手と約束し、患者の手術を延期している会話を闇遊戯に録音されてしまい、闇遊戯と「病院縦断パターゴルフ」で勝負。豪遊の聴診器をクラブ代わりとした闇遊戯を侮ったことと病院内のメールダクトを利用した戦略の前に敗北。罰ゲームによって、自身が死に至らしめた患者たちの亡霊に襲われる幻影により発狂。翌朝、録音テープと共に患者や看護師たちに発見され、周囲に患者の命より娯楽を大事にしてる本心を曝け出すハメになった。
桜井美雪（さくらい みゆき）
声：天野由梨
静香が入院している海容総合病院の看護師。
豪遊とは異なり、優しさと思いやりを忘れない看護師であり、患者の治療を第一に考えている。豪遊に言い寄られ続けたが、その人間性を軽蔑。二度と声をかけないようにと発言するが、豪遊の腹いせにより解雇された。美雪に恋をした城之内は彼女の残留を望んでいたが、以前から病院を辞めるつもりであるとの見解を示し、小さな島の診療所の医師と共にそこで働く事を告げて、城之内の下から去っていった。
アイリーン・ラオ
声：冨永みーな
海馬の部下であるゲーム四天王の3人目。インド人とカナダ人のハーフで年齢は19歳。
ダンサー出身のスーパーモデルの美女。ダンサー志望である杏子から尊敬されている。しかし、ゲーム四天王の名に恥じぬ程数々のゲームに精通したその道のプロであり、暗示の使い手でもある。運に頼った勝負を嫌い、読み合いと騙し合いの勝負を好む。海馬の命によって来日。海馬と顔を合わせ、遊戯を倒すことを命じられる。その後、ゲームショップ「亀」を訪れ、遊戯と接触。遊戯と親しくし、遊戯と杏子を自宅に招待する。そして訪れた2人と親しく接しつつも、杏子に暗示をかけ身動きを取れなくして人質に取り、遊戯に正体を明かし、ラオ家に代々伝わる「雷神牌（らいじんはい）」で覚醒した闇遊戯に勝負を挑む。淡々と勝負を進めつつも、自慢のペットである虎を杏子のいる部屋に放つと、命はないことを示唆。それすらも戦術の内であったが、闇遊戯によって、その戦術と考え方を完全に見抜かれて動揺し、完敗を喫する。その後、海馬との関係を切り、日本から去ったものの、DEATH-Tで同じ四天王の不破とタッグを組み、城之内とミホとのリアル格闘ゲームを展開。戦闘を担当し、城之内を苦しめるも敗北。
平田（ひらた）
声：私市淳
国際的サッカープレーヤー。アイリーンとは以前からの知り合い。ゲームにも自信があったらしいが、アイリーンと雷神牌で勝負し敗北。その後骨折して緊急入院した。
姫小路薫子（ひめこうじ かおるこ）
声：冬馬由美
童実野高校の女子生徒。
生徒会主催の学校人気ナンバー1の大会の優勝候補である美女。性格はプライドが高く自信家。社交的であり多くの女子生徒を率いる。大味（おおあじ、声：塩屋浩三）を始めとする3年生、2年生から人気があるなどマドンナ的存在でもあるが、杏子やミホといった1年生が人気を延ばしてきたため、校内ナンバー1を目指す薫子はそのことに焦りを感じていた。そのために他のライバルを蹴落とすために工作活動を次々と行い、女子生徒を使ってミホを呼び出しクロロホルムで眠らせるという暴挙にさえ手を出す。しかし、その場に薔薇の花びらを落としたことによって、その場に訪れた遊戯に犯行を察せられ、闇遊戯と対決することになる。「薫子の持っている花を交互に1～3本引いていき、最後の1本を引くほうが負け」というゲームを展開するが、自身の髪飾りの花を忘れていたために敗北。罰ゲームにより自身の肉体が老化してしまう幻惑に襲われて発狂。直後の優勝式にして、罠で仕掛けたバケツの水を自ら被り、生徒の笑われ者となって、その場から去った。
『GX』では童実野町の住民リストに名前だけ登場している。
大門（だいもん）
声：槐柳二
海馬の部下であるゲーム四天王の4人目。海馬瀬人の執事。
幼少時から海馬を見守り、ゲームの勝負相手となっていた老人で、海馬の数少ない理解者の一人でありゲームの基礎を教えあげた人物。既に肉体は死亡しているが、海馬コーポレーションの技術力によって人工臓器などで生き延び続けている。かつて肉体が健在であった頃、病気に臥していた際に海馬が大門を見舞い、海馬の優しさに触れた事で海馬に忠誠を誓うことを決意した。海馬の関係者の中では正々堂々としたデュエルスタイルを取り、闇遊戯と対戦。その老練な腕で闇遊戯を追い詰めるも、勝負に敗北。闇遊戯に海馬の心を救ってほしいと懇願した。
容姿は原作に登場した海馬家の執事にそっくりだが、海馬家執事であること以外は大きく変更された。

## 『遊☆戯☆王デュエルモンスターズ』
死の物真似師（しのものまねし）
声：トニーヒロタ
原作における死者の腹話術師にあたるキャラクター。
腹話術師とは逆に太めの体格だが変装のプロであり、体系が全く異なる海馬に変装して、遊戯の前に立ちはだかった際には海馬の亡霊を名乗った。
海馬が廃人化しなかった為、デッキは海馬が逃走時に置き忘れたものとなり、2枚目の「青眼の白龍（ブルーアイズ・ホワイト・ドラゴン）」の消滅も海馬がデュエルリングのシステムにハッキングしたことも影響し、最終的には原作同様に海馬の心が「青眼の白龍」を消滅させることになった。「青眼の白龍」の消滅に動揺したショックで正体を現した後に敗北し、マインドクラッシュによる制裁を受ける。また、顔だけペガサスに化ける姿も見せた。
英語版では闇遊戯によって砕かれた海馬の悪の心が具現化したものという事になっている。
レベッカ・ホプキンス
声：たがみかおり
左右に纏めたツーサイドアップ（ドーマ編のみロングヘア）の金髪アメリカ人。
12歳でデュエルモンスターズの全米チャンプに君臨する。御伽に「ベッキー」と呼ばれている。
性格はアメリカ人らしく自分の考えをはっきり言うタイプで勝気。初登場の際はテディベアのテリーを手放さない、KCグランプリ編で遊戯らの到着が遅れ負けた時に「ダーリンが早く来てくれないから負けちゃったよ」と泣きつく行動をする子供らしい面もあった。
また同編で城之内がジークに煽られた際には、自分よりもジーク戦を控えた城之内の応援に遊戯たちを行かせた事もあった。
大学生（飛び級）であり、ドーマ編の冒頭では量子学を学んでる事を匂わせる発言をした。ハッキングの才能も長けておりKCのセキュリティを突破した事もありその時には「私を雇いなさい、社長!」と自信溢れる発言をした。サブタイトルで天才少女と称された。
王国編完結後で初登場。元全米チャンプのキース・ハワードに、祖父アーサーが大事にしていた「青眼の白龍」のカードを双六が奪い取ったと吹き込まれ、カードを取り戻すために遊戯にデュエルを挑む。遊戯があえて降参を選んだということをかつて遊戯の祖父・双六と対戦した祖父から知らされ誤解が解消した後は、表人格の遊戯の心優しさに好意を抱くようになり、遊戯を「ダーリン」と呼ぶようになる。抱きつくのは日常茶飯事でドーマ編冒頭で遊戯と再会した時はキスまでしたこともある。戦いの儀を終えて遊戯たちが帰国した際にも遊戯に抱きついた。
闇遊戯よりも表遊戯の方に好意を抱いているため、ドーマ編において遊戯の魂をラフェールに封印されてしまった際、闇遊戯に怒りを露にするシーンもあった。KCグランプリ編にも登場し、大会に参加した。「サファイアドラゴン」「エメラルド・ドラゴン」を主軸としたドラゴン族デッキ、「ビッグバンガール」の効果を利用した「堕天使マリー」「守護天使 ジャンヌ」などLP回復系カードを主軸としたデッキを使用。
メアリー
声：仙台エリ
ビッグ5が開発したバーチャルシミュレーションゲーム「DMクエスト」に登場するNPC。外見はモクバと瓜二つ。ゴーランド国の王女という設定で、海馬同様「F・G・D」の生け贄にされそうになっていた。エアルという名のプレイヤーを導く妖精と心を通わせる。正体は「ホーリー・エルフ」。
ジョン・クロード・マグナム
声：郷田ほづみ
富と名声を兼ね備えたハリウッドスター。長身の二枚目。常にスーツで決めた伊達男。デュエリストでもあり、豪華客船のカジノ場で孔雀舞とデュエルで敗北した過去があるが、強さの虜となったという理由から、舞に惚れ込み、婚約を迫っていた。舞は自分にデュエルに勝ったら婚約してもいいと約束していた。性格はクールかつキザだが、目的のためには強引な手段を用いる身勝手な一面を持つ。バトルシティの参加者であり、パズルカードを5枚揃え、終盤まで勝ち残った実力者。決勝戦前に遊戯たちの前に車で突如現れ、舞にデュエルを申し込む。
忍者シリーズ映画の主演者であり、忍者ヒーローの異名で呼ばれる俳優でもある。デッキは忍者モンスターを中心とした忍者デッキであり、歌舞伎系モンスターも使用する。舞とのデュエルに敗北したが、スタントマンを利用して舞を拉致。だが、舞がスタントマンを振り切ったために舞は命の危険に晒され、城之内に助けられる。自身の愛は本物だと主張するが、舞に叱責されて敗北を認めた。

### 乃亜編
海馬乃亜（かいば のあ）
声：横山智佐
海馬剛三郎の実子。海馬瀬人と海馬モクバの義兄で血の繋がりはないが外見は幼少時の海馬に酷似している。
海馬コーポレーションの跡取りとして父・剛三郎から英才教育を受けていたが、交通事故で死亡。以後、剛三郎の策略で、その意識と人格は海底要塞用のコンピュータに移し替えられ、バーチャル世界の住人となる。バーチャル世界での暮らしは本人なりに楽しんではいるが、長年に及ぶ孤独な生活で人格は歪み、KCの総力を使い世界の滅亡をシミュレーションするなど、無邪気ながらも冷酷な人物に変わっていった。普段は紳士として振る舞い、世界中の文献を読み漁っていたために知識も豊富だが、本質は外見同様に亡くなった当時の子供のままだった。
海馬を超える為、バトルシップのコントロールを奪い、海底要塞に連行。電脳世界を彷徨っていたビッグ5を従え、海馬と遊戯たちにバーチャル空間でデュエルを挑む。ビッグ5には卑劣な手段を使わせることを潔しとしなかったが、海馬に対しては個人的な恨みからモクバを洗脳して自身の盾にするという卑劣な戦法を行い、モクバの洗脳が解けながらも勝利を得る。それにより、自分は海馬を越えたと主張するが、海馬はモクバの魂を取り戻すために敢えて「ラストバトル!」で「青眼の白龍」を選んだ故に引き分けを狙うこともできたと遊戯に指摘されたことから海馬の意思とデッキを引き継いだ遊戯とのデュエルを展開。海馬やモクバ同様に杏子たちも石化することで遊戯を精神的に苦しめ、LP100・手札0になるまで追い詰めるも乃亜にはない仲間との絆の力と「青眼の究極竜（ブルーアイズ・アルティメットドラゴン）」のコンボの前に敗れ、石化した者たちも元に戻る。
負けた悔しさから闇遊戯の精神を乗っ取ろうとするが、闇遊戯のファラオの魂に驚愕して失敗し、自分と同じようにバーチャル世界で生き延びていた剛三郎にすがるも見捨てられてしまう。緊急時に作っておいた現実世界への隠しルートとモクバの身体を奪って、現実世界に戻るが、直前のモクバとの交流から失った人間性を取り戻し、遊戯たちを海底要塞から脱出させ、モクバに身体を返し、自らは父や要塞と共に消滅する運命を選び、爆炎の中に消え去る。
消滅後、モクバは乃亜を追悼するかのように海に百合の花を流し、アメリカに旅立つ際にも「世界海馬ランドを乃亜にも見せてやりかった」と口にし、バトルシティ終了後の杏子と静香も乃亜に哀れみの感情を見せた。
海馬とのデュエルではデッキマスターである「奇跡の方舟」の効果を最大限に利用した天地創造デッキを使用し、遊戯とのデュエルではスピリットモンスターを主戦力としたデッキを使用。
2003年に発売されたゲームボーイアドバンスソフト『遊☆戯☆王デュエルモンスターズ8 破滅の大邪神』の隠しボスとして登場。2005年に発売されたニンテンドーDSソフト『遊☆戯☆王デュエルモンスターズ NIGHTMARE TROUBADOUR』の乃亜編シナリオにも登場した。

### ドーマ編
ダーツ
声：絵麻緒ゆう
大国の大統領をも動かせるパラディウス社の総帥。中性的な容姿で、水色のロングヘアとオッドアイが特徴。一人称は「私」。相手を諭すように理知的な話し方をする。その正体は古代アトランティスの王で、オレイカルコスの力で最盛期を誇り、滅亡した時代の王。オレイカルコスによって時空移動を可能とし自然現象を操る程の強大な力を持っている。社内ではカモフラージュのため青いスーツを着用し髪の毛を束ねえている。
やがて復活する伝説の竜と、それに選ばれたデュエリストに対抗できる駒としてラフェールらを絶望に追い込みドーマの一員として迎え入れた張本人でもある。一万年にわたってオレイカルコスの神を復活させる魂を奪い、保管し続けると共に人類の歴史を見守ってきた彼は三千年前のエジプトに起こった戦いも目撃しており、エジプトもオレイカルコスの神の力で滅ぼそうともしていた。全ての闇の原因は闇遊戯にあるとして彼を『呪われた魂』と指摘。呪われた運命に終止符を打ち、心の闇を元にした新たな歴史を作ろうとしていた。
闇遊戯、海馬、バクラのかつてのエジプトで心の闇を操る強い魂がそろって蘇ったのをきっかけにオレイカルコスの神の復活を決意。バトルシティ終了後にヴァロンに連れられた孔雀舞の心の闇とトラウマを見抜き、巣食う恐怖から解放できると、舞も迎え入れる。
神のカードを美術館の石版に収めようとした遊戯たちを謎の呪文で妨害し、石版を凍結させデュエルモンスターズを世界中に実体化させ大混乱を招く。同時に海馬コーポレーションとI2（インダストリアル・イリュージョン）社の乗っ取りを開始し、遊戯達3人以外にもペガサスを始めとした強き魂を持つデュエリスト達の魂を集め始める。
遊戯の魂を手に入れた後にはドーマの三銃士についてきたインセクター羽蛾、ダイナソー竜崎をドーマの一員として迎え入れる。石の荒野にたどり着いた遊戯の魂を奪うためにラフェールを派遣させ、オレイカルコス・ソルジャーを遠隔操作し遊戯を襲い、発雷能力でアイアンハートとクリスを殺害するが、遊戯の魂の確保自体には失敗する。
海馬コーポレーションの乗っ取り後は世界中の人間の魂を生贄に捧げるために、全世界にオレイカルコスのかけらを飛ばし、オレイカルコス・ソルジャーを派遣。最終的にはドーマの三銃士の魂も手に入れる。
初期手札5枚、LP4000のままで、神殿に乗り込んできた遊戯と海馬の2人を相手にデュエルを挑む。「究極竜騎士（マスター・オブ・ドラゴンナイト）」を含む今までの遊戯達の攻撃を吸収し攻撃力が20000にまで膨れ上がった「オレイカルコス・シュノロス」で、海馬にとどめをさし攻撃力∞の「蛇神ゲー」で遊戯を絶望させるも、「蛇神ゲー」を利用した伝説の騎士の無限ループコンボに敗北した。
しかし、敗北の直後に浮上したアトランティスに逃れ、自身の魂を捧げてオレイカルコスの神を復活させた。三幻神に敗れた直後、地球の心の闇と共に現れるが、闇遊戯が地球の心の闇を封印した事により解放され、眠りについた。人間の心の闇に度々言及しており、その根源は不平等にあると説いていた。心の闇は過去の偉人たちも逃れられないものだと言っていた。
デュエルの技量は非常に高く、更にその殺気は素人の杏子や本田がはっきり感じ、海馬ですら戦慄する程である。デッキには「タイム・イーター」や「双弓のケンタウロス」など、日本語表記のカードも存在するが、最大の特徴はドーマの三銃士さえ扱えない通常の「オレイカルコスの結界」から更に「オレイカルコス・デウテロス」「オレイカルコス・トリトス」と続くオレイカルコスの三重結界と「オレイカルコス・キュトラー」が吸収したダメージを攻撃力に変換する「オレイカルコス・シュノロス」、「オレイカルコス・シュノロス」の攻撃力が0の状態で破壊された際に召喚される攻撃力∞の「蛇神ゲー」を最後の切り札としている。
ラフェール
声：川原慶久（幼少期：長浜満里子）
ダーツ配下のドーマの三銃士の一人では最年長でリーダー格。実際のOCGにある「ガーディアン」デッキを操る決闘者。一人称は「私」だが、「俺」と言うときもある（155話、177話、183話）また幼少期の一人称は「僕」。体格のいい大柄なアメリカ人で金の短髪とつり上がった揉み上げが印象的。決闘の実力は三銃士最強で、召喚することさえ難しいとされるガーディアンを手足のように操り、2回も初手にドローカードがくる程の引きの強さを持つ。レベッカが全米チャンプになった頃、表には出ないが強力なガーディアン使いが居るという噂が各地で流れるほどであり、一度は闇遊戯を倒した（「オレイカルコスの結界」を闇遊戯に発動させることによって自滅を誘わせた）。闇遊戯の事は「名も無き王（ファラオ）」と呼ぶ。
遊戯にあえてオレイカルコスの結界を発動させ伝説の竜の介入を防ぐ策をとる、暴走しがちなメンバーをたしなめる、思慮深く冷静で落ち着いた性格である事から三銃士のまとめ役的な存在。城之内の事も認めており、ヴァロンよりも城之内の可能性に気がついていた。
幼い頃に家族（両親と弟妹）を船の沈没事故で亡くし、ラフェールだけが小さな島に流れ着き、生き延びた。その頃、両親から貰ったカードに宿る精霊達に励まされた経験から「モンスターを墓地に置かない」という独特のデュエルスタイルを持つ。その後、無事に帰国できたが依然として家族が行方不明でマスコミや世間の好奇の目、父の遺産を横取りした上に自分を売名に利用する親族の醜い欲望から、自分が人間社会に戻ってきた意義を見失い、ガーディアン達と共にダーツの導きに従う。
2度目の闇遊戯とのデュエルの際、「ガーディアン・エアトス」を倒され、その効果により召喚された「ガーディアン・デスサイス」を使い、「モンスターを墓地に置かない」という自分の信念を曲げてまで闇遊戯を倒そうとするも、デュエルを通して自身の心の闇を取り払う事となった。最後に自らのLPと引き換えに墓地のモンスターをフィールドに戻すを選び、ラフェールの目の前に「ガーディアン・エアトス」を始めとしたガーディアンと家族が現れ、彼らに見守られる形で心の闇から解放され、敗北しても魂を抜かれることはなかった。パラディウス社崩壊後、ダーツを止めようと神殿に向かうが、実は船の沈没事故はダーツが仕組んだ物である事を知らされ（後述されているアメルダやヴァロンの悲劇等もダーツが仕組んだ事であった）、怒りで再び心の闇が生まれ、そのために発動した「オレイカルコスの結界」に魂を奪われた。その後遊戯達によりオレイカルコスの神から解放され、生け贄となっていた家族達の魂と再会し、遊戯達と共に脱出した。
名前の由来は、三銃士アトスの別名ラ・フェールから。「ガーディアン」デッキを使用するが、カードは長い間使い込まれたために表面がすり切れており、自分が有名であることを自覚しているために裏面だけは張り替えている。「ガーディアン・エアトス」は沈没事故の日に弟と妹が探してくれたプレゼントであり、ラフェールにとって最も大切なカード。
アメルダ
声：家村幸成（幼少期：歌原仁美）
ダーツ配下の三銃士の一人。
赤紫色のおかっぱ頭のイタリア人。一人称は「僕」。紛争地で育ち、海馬コーポレーションが売った武器が戦争に使われた事によって弟のミルコを殺された過去を持ち、その事から海馬や兵器に対して激しい怒りと憎しみを抱いている。その憎しみは常識を超えており、普通の救助ヘリにさえ憎しみを露にした。
ペガサスに変装して海馬兄弟を「決闘者の王国」に誘い出し、最初はペガサスのトゥーンデッキを使いデュエルを行う。その後、ペガサスでないことを見破られるも引き分けて退却。後にプライベートジェットの機長に変装して海馬に挑んだ。2度目のデュエルでは今度こそ復讐しようとするが、海馬に「世界中の人々の親兄弟を殺すのか」と指摘され、迷いが生じる。本来の意図はデュエルで海馬を倒すことではなく、飛行機の墜落で道連れにすることだったが、モクバに弟の面影を感じたことによって最終的には互いに弟への愛情を認め合い、海馬を信じることを決意し、敗れた。敗北時に弟の形見のロボットのおもちゃをモクバに渡した。
アメルダが目撃した剛三郎はダーツの化けた姿であることが判明し、弟の死そのものもダーツによって仕組まれていた。オレイカルコスの神から解放された後、弟の分まで生きると決意した。
変装時にトゥーンデッキ、正体を現した後に炎属性モンスター1体につき攻撃力を高める「バルログ」を主軸としたデッキ、そして海馬への復讐のために相手の攻撃からブロックできるトークンを生む能力を持つ「魔空要塞ジグラート」を中心に構成された機械デッキの3つのデッキを所持している。それぞれのデッキを使いこなすタクティクスを誇る。
名前の由来は、三銃士アラミスの別名アルメダから。
ヴァロン
声：前田剛
ダーツ配下の三銃士の一人。茶髪で肩に戦闘パッドをつけたワイルドな風貌のスペイン青年。城之内と舞のデュエル最中に茶々を入れたり、舞にそれをとがめられた時には口笛で返すなど三銃士の中では明るく飄々とした性格。しかし仲間の危機には自身の身の安全を無視してオレイカルコスのかけらでデュエルを中断させる大胆な行動をする。その一件で腕を負傷し包帯を巻いたにもかかわらず数日後の御伽&レベッカ戦や城之内戦ではアーマーで暴れまわるなど傷の治りが早い。
地下デュエル場で出会った 舞に好意を抱いており「俺の女になれ」とアタックし、そのためならダーツを倒すことをも考えている。他の2人がダーツに敬語を使っているがヴァロンは対等な口調で話している。孤児院出身だったが、その孤児院が放火され、世話になったシスターも巻き込まれて死んでしまったために放火犯を皆殺しにし、刑務所に送られてしまう。刑務所長（声：冨田真）に、刑務所を出られる条件としてデュエルで勝ち残ることを言い渡され、それを呑んで勝ち残った。その後ダーツと出会い、さらなる強さを求めてドーマに入った。しかし、それは全てダーツが仕組んだことだった。
城之内とのデュエルは当初は舞のためにと始めたものだったが、やがてギリギリの攻防の中で互いを認め合い、本気で拳をぶつけ合うデュエルとなった。最後には城之内が使用した伝説の竜の効果により敗北、舞を城之内に託しオレイカルコスの力によってその魂を抜かれた。その後、ラフェールにより舞と共にどこかの別荘に運ばれたが目が覚めた時には舞の姿はなく、「ハーピィ・レディ」のカードだけがあった。
自分に装着する機械族モンスターである「アーマーデッキ」を使用し、頭部装備である「サイキック・アーマー・ヘッド」を起点に「グラビテーション」と名のついた魔法カードによる複数展開を得意としている。また、相手の伏せカードなども気にせずに常に全力で正面からぶつかるスタイルを取る。
名前の由来は、三銃士ポルトスの別名デュ・ヴァロンから。
グリモ
声：ジェームス小野田
ドーマが差し向けた刺客で、ラフェールの従者。
羽蛾と竜崎を破り、二人の魂を封印した。戦士族を中心にしたデッキを用いており、「オレイカルコスの結界」を最大限に生かした戦術を得意としている。闇遊戯にデュエルを挑み、オレイカルコスの結界の力で神のカード「オベリスクの巨神兵」を操ったが、闇遊戯の引きの強さに敗れた事で自身の魂も封印されてしまった。
名前の由来は、三銃士アトスの従僕グリモーから。
ミルコ
声：谷内友美
アメルダの弟。常にアメルダと一緒にいたが、戦争に巻き込まれ逝去。そのため、アメルダはボロボロになった形身を肌身離さずにいる。アメルダの魂を高めるため、ダーツによってオレイカルコスの神の生け贄になっていたが、最後には解放され兄と再会できた。
ユアン
声：丸山彩智恵
2度目のデュエルでアメルダがオレイカルコスの結界の力で海馬に見せた光景に現れた少年。教会の仲間と共に武器を売って生活を繋ぎ、海馬と銃弾を使ったチェスをしていた。教会が焼かれた後に戦車隊の砲撃で死んだ事が判明（この時、海馬はユアンにモクバの面影が重なって見えた）。
デニス
声：又村奈緒美
2度目のデュエルでアメルダがオレイカルコスの結界の力で海馬に見せた光景に現れた少年。チェスが得意なアメルダの親友。こちらもトニー（声：堀田勝）と共に戦争に巻き込まれ逝った。
ジュリアン
声：新鹿由美子
ラフェールの弟。海難事故で死亡。ラフェールの魂を高めるためにダーツによってオレイカルコスの神の生け贄になっていた。
ソニア
声：横山奈央
ラフェールの妹。こちらも海難事故で死亡。ダーツによってオレイカルコスの神の生け贄になっていたが、最後には解放されラフェールと再会できた。
シスター
声：中尾友紀
ヴァロンが暮らしていた孤児院、古い教会のシスター。喧嘩っ早いヴァロンの怪我の手当てをしながらもヴァロンを諭していた。教会が放火された時、子供達は逃げたようだが、彼女の姿は無かった。
アイアンハート
声：屋良有作
ダーツの父親で、クリスの祖父。過去に伝説の竜と共に戦った戦士の魂。
謎の老人として闇遊戯達の前に現れる。オレイカルコス・ソルジャーと戦う闇遊戯を助けようとするが、ダーツの放った雷に撃たれ力尽きて消滅した。
クリス
声：樋口智恵子→谷内友美
アイアンハートの孫で、ダーツの娘。彼女もまた伝説の竜と共に戦った戦士の魂。
サニーという名の「シルバー・フォング」のような姿に変身できる狼のような犬と共に行動している。
アイアンハートの元で常に行動を共にする。こちらもダーツの放った雷に撃たれ消滅した。
イオレ
声：長浜満里子
ダーツの妻で、クリスの母親。
オレイカルコスの影響によってモンスター化したため、最終的に夫であるダーツに斬り殺された。
闇遊戯とダーツとの戦いが終わり、ダーツのもとに現れたアイアンハートとクリスの魂によると、これからダーツと向かう場所、死後の世界でダーツを待っていた様子。

### KCグランプリ編
ジーク・ロイド
声：津田英佑（幼少期：薛宏美）
「ヨーロッパ無敗の貴公子・皇帝」の異名を持つデュエリスト。赤紫色の長髪でまるで女性の様な風貌をした美青年で、社交服で身だしなみを整えている。性格は傲慢で芝居がかった言動を好む。
「ワルキューレ」「ニーベルングの指輪」「ウルド」「スクルド」「ベルダンディ」といった北欧神話をモチーフにしたカードを使う。切り札は「ワルキューレ・ブリュンヒルデ」。
デュエルにおける戦術は「ニーベルングの指輪」と三姉妹の女神で相手のモンスターを使えなくするモンスター抹殺コンボである。普段は企業家であって決闘者は本業ではないが、城之内を下し海馬とも互角に戦う実力を持つ。決闘に関してはただのゲームと認識しており、大勢の前で決闘を侮辱したことで遊戯の怒りを買う。
その正体はヨーロッパの大企業シュレイダー社の後継者ジークフリード・フォン・シュレイダーである。元々シュレイダー社はヨーロッパ随一の軍需産業企業だったが、剛三郎時代の海馬コーポレーションと張り合う事で経営は悪化の一途を辿り、ジークの父は心労のために倒れる。ジークは事実上の社長となって、シュレイダー社をゲーム・アミューズメント産業へと転換させるも、時を同じくして海馬瀬人が社長に就任、海馬コーポレーションをゲーム・アミューズメント産業へと転換する。元々父が海馬コーポレーションを目の敵にしていた影響を受けて、彼自身も海馬に対して強い対抗心を抱いていた。
過去の因縁から海馬に挑戦するも自身が使用したコンボと永続魔法の効果を逆手に取られ「没落貴族」と一刀両断され敗れ去り、その後、弟のレオンにカードテキストを書きかえた「シュトロームベルクの金の城」を渡し、海馬コーポレーション抹殺を謀るも遊戯と海馬に阻止された。自分の作ったバーチャルシステムが海馬より一歩遅くできあがったと語っているが、実は海馬は中学生の頃にバーチャルシミュレーション具現化システムを完成させていた。最終回のエンドロールではレオンと共にペガサスと何らかの取引を行っていた描写がある。
弟のレオンのデュエルの才能は高く評価し、その腕を見込んでシュレイダー社の宣伝と海馬コーポレーションの抹殺を図るなど、KCグランプリでは利用してはいたものの、本人なりの愛情も抱いていた。
最終回ではペガサスと対談し成功を修めたような描写があり、アニメ『5D's』のWRGP編では参加企業の宣伝広告の中に「株式会社シュレイダー・トイズ・ジャパン」の名前が登場する。
ワルキューレを召喚する際、リヒャルト・ワーグナー作曲の『ワルキューレの騎行』が流れる。
レオン・ウィルソン
声：野口聖古
各地のデュエル大会で未だ無敗という紫色の髪の毛で、セーターと半ズボンが特徴的。「奇跡の天才少年」の異名を取る。理詰めのレベッカに比べると、誰もが驚く斬新な発想を持ち合わせる金の卵と評されていた。
「シンデレラ」「赤ずきん」など童話関連のカードを使う。切り札は「イバラ姫」「グローバーマン」。純粋にデュエルとカードが好きな姿勢は双六に真の決闘者と言わせ、決闘者として遊戯を尊敬している。
決闘をしていることがばれると家族に叱られると思って名前を偽って大会に参加しており、その正体はシュレイダー社の次期社長ジークフリード（ジーク）の弟レオンハルト・フォン・シュレイダーである。幼少の頃から兄であるジークを尊敬しているが、シュレイダー家再興のため母親（声：長浜満里子）がジークにばかり構っていたため、兄や母のために必要とされたいと淋しい思いをし続けていた。KCグランプリにおいてリチャード・ゴート、イーサン・シャークを難なく撃破。準決勝にて同じく天才と呼ばれるレベッカと渡り合い、勝利する。その後、決勝前に兄ジークから禁断のカード「シュトロームベルクの金の城」を受け取るが、そのカードは海馬コーポレーションを潰すためにジークの仕掛けたコンピュータウイルスを起動させるスイッチであり、全ての魔法・罠・モンスター効果が効かないようにジークがテキストデータを書きかえていた（この事をレオンは知らされていなかった）。不本意な形で決勝戦を進めるが、遊戯の機転で「シュトロームベルクの金の城」が破壊されたことで望んでいた形で決勝戦を再開し、最後は「ブラック・マジシャン」の攻撃で敗れ、復讐に執着するジークを諭した。
ヴィヴィアン・ウォン
声：田中理恵
KCグランプリに参加した「アジアのデュエルクイーン」と呼ばれるデュエリスト。チャイナドレスを纏うセクシーな美女。「功夫娘々（カンフーニャンニャン）」「逆ギレパンダ」などの中国系モンスターを使う。切り札は「皇帝淑女龍（ドラゴンレディ）」。
前夜祭で遊戯に色目を使い杏子とレベッカの怒りを買う。大会ではレベッカと対戦するが、「ビッグバンガール」のコンボの前に敗れた。しかしその後、色気で双六を拉致し人質にとり、遊戯を中華料理店までおびき寄せてデュエルを強要するも、遊戯に止めを刺すために使用した魔法カードの効果が仇となり「超魔導剣士－ブラック・パラディン」の攻撃で敗れた。
高飛車な性格で、遊戯か海馬と共に世界最強の決闘者カップルとして世界に君臨すると公言するなど、色気にも相当な自信がある模様。最終回のエンドロールでは、万里の長城で舞とタッグを組んで迷宮兄弟とデュエルを行っている描写がある。
フォーチュン・サリム
カードの運命すら支配する「神秘の預言者」。第一回戦でジークと戦うはずだったが、羽蛾と竜崎の不法参加によってデュエルはできなかったため実力は不明。
エッセル・ジャンセン
「流離のデュエリスト」で、そのタクティクスは「流れる雲」と例えられる程。第一回戦でポール・マクレイガーに敗北。
セルゲイ・イヴァノフ
声：吉川寛司
通り名は「北からの刺客」。実際にデュエルをしているシーンはなく、第二回戦に進出していない。
ポール・マクレイガー
声：松本忍
ずば抜けた推理力と観察力を持つ灰色の頭脳を持つ「デュエリスト探偵」。第一回戦でエッセル・ジャンセンに勝利するも、第二回戦でバリー・ジンジャーに敗北。モデルは、シャーロック・ホームズとエルキュール・ポアロである。
エイプ
声：勝山幹雄
サルのマルコ（声：長浜満里子）と共に、野生の勘でデュエルを制する「野生の勝負師」。実際にデュエルをしているシーンはなかったものの、第二回戦に進出していた。第二回戦ではレベッカに敗北。マルコの名前は母を訪ねて三千里より。
リチャード・ゴート
声：竹尾一真
正確なオペのようにデュエルを制す「ドクター」。ナースが二人、デュエル中、オペのようにサポートする。その構図はOCGに存在する「DNA改造手術」のイラストに似ている。第一回戦でレオンに敗北。
バリー・ジンジャー
声：石橋美佳
マジックカードを使わせたら右に出る者無しの「マジックマスター」。実際にデュエルをしているシーンはなかったものの、第三回戦に進出していた。第三回戦ではジークに敗北。
セオドア・イワラオス
手品のごとくカードを操るそのデュエルは、「まさにイリュージョン」。実際にデュエルをしているシーンはなく、第二回戦に進出していない。
名前は出なかったものの『GX』にも佐藤浩二のプロデュエリスト時代の回想の中で対戦相手として登場。「スカブ・スカーナイト」の攻撃により敗北している。佐藤の回想の中ではセルゲイ・イヴァノフやイーサン・シャークも登場した。
イーサン・シャーク
声：松本忍
デュエルはいつもストリートファイトの「南海の人喰いザメ」。実際にデュエルをしているシーンはなかったものの、第二回戦に進出していた。第二回戦ではレオンに敗北。
ジャファー・シン
声：槇公輝
通称「悟りのデュエリスト」。実際にデュエルをしているシーンはなく、第二回戦に進出していない。
リック
声：中尾友紀
KCグランプリ編で遊戯達が最初に出会った少年。ドラゴン族をメインにしたデッキを使用するが、バランスが悪いデッキだった。通常モンスターが多かったので遊戯から「凡骨の意地」のカードをもらいデッキを強化した。

### 王（ファラオ）の記憶編
シェプス
声：林伊織
アクナディンの部下。兄弟のセケム（声：松本忍）、スエン（声：吉川寛司）と共にアクナディンの千年アイテム製作に携わり、クル・エルナ村での虚殺を行ったが、帰還中に全員死亡した。

## 劇場版
青山翔吾（あおやま しょうご）
声：山田栄子
劇場版『遊☆戯☆王』に登場。
遊戯の知り合いで近所のマンションに住む少年。
一流のデュエリストに憧れる一方で周囲の友達に負け続けていたことからデュエルで負けることと勝負をすることを怖がるようになってしまう。
ある日、カード屋で買ったパックからレアカード「真紅眼の黒竜」を手に入れるが、その日以来「勝つ事はわかっている」とより勝負から遠ざかる。海馬のレアカード狩りに遊戯同様巻き込まれてしまうが、闇遊戯のデュエルと城之内の言葉に心動かされて戦うことの勇気を知り、それに応えた闇遊戯が「真紅眼の黒竜」を「メテオ・ブラック・ドラゴン」に進化させたことで海馬の「青眼の白龍」コンボを打ち破って勝利する。
エピローグでは遊戯たちが見守る中、城之内とデュエルを行い、友人たちとも和解。
老婆
声：京田尚子
劇場版『遊☆戯☆王』に登場。
とあるカード屋の女性店長。
翔吾は彼女の店で「真紅眼の黒竜」を入手し、翔吾に「青き竜は勝利をもたらし、黒き竜は可能性をもたらすが、その可能性に巡り合えるかどうかは戦う勇気次第」と告げる。
ケンタ、サトシ、シュン
声：西川宏美、前田このみ、宇和川恵美
劇場版『遊☆戯☆王』に登場。
翔吾の友人たち。
翔吾とのデュエルで勝ち続けていることに加え、翔吾の気弱さに苛立ち、彼をいじめるようになるが遊戯たちのおかげで成長した翔吾を見直す。
アヌビス
声：石井康嗣
劇場版『光のピラミッド』に登場。
かつてアテムに敗北し、封印された邪悪なる魂。小説版ではアクナディンの従者だったが、万一敗北した場合に数千年ののちにセトが生まれ変わることを予見したアクナディンによって、セトを王とためすための補助をさせるために生きながらミイラにされた。そのためアクナディンに憎しみを抱いている。闇のピラミッドである千年パズルと対を成す、光のピラミッドを所有する。遊戯が千年パズルを完成させた時を同じくして、その棺が安置されていた遺跡が発掘されたことで復活した。闇の王であるアテムに対抗する光の王として海馬を選び、神を封じるカード「光のピラミッド」を間接的に渡した。海馬を使って闇遊戯を倒し、その後破壊の王として君臨しようと企てる。だが海馬が「光のピラミッド」を破壊しようとしたために自ら闇遊戯を葬ろうとした。三幻神の力によって消滅したかに見えたが、その後真の姿を現した。最終的に海馬が遊戯に渡した「青眼の光龍」の攻撃で敗北、闇と共に封印された。
藍神（あいがみ）／ディーヴァ
声：林遣都
劇場版『THE DARK SIDE OF DIMENSIONS』に登場。
遊戯達のクラスメイトとして現れ「藍神」を名乗るが、その正体は選ばれた子ども達の集合意識で構成された「プラナ」の少年、ディーヴァ。八つ目の千年アイテムとも呼ばれ次元を支配する事が出来る「千年キューブ」の力を操る。プラナ達を率い、より高次の世界へ昇る為、千年パズルの完成によって齎されるファラオ復活の阻止を目論んでいる。物乞いをさせられていた苛酷な幼少期に自らを救ってくれた恩人であり、プラナ達に教えを説いた師でもあるシャーディー・シンを「シン様」と呼び、慕う。彼を殺害した獏良（闇バクラ）に強い復讐心を抱いている。「方界胤ヴィジャム」「方界超帝インディオラ・デス・ボルト」を始めとした方界獣デッキを使用する。終盤では千年リングの邪念によってゾーク・ネクロファデスを思わせる怪物となってしまう。
セラ
声：花澤香菜
劇場版『THE DARK SIDE OF DIMENSIONS』に登場。
藍神（ディーヴァ）の妹であり、プラナの一員。藍神の抱えた心の闇に気付き、遊戯に助けを求めた。見た目は幼いが、心優しく意志の強い兄想いの少女。
マニ
声：日野聡
劇場版『THE DARK SIDE OF DIMENSIONS』に登場。
プラナである子ども達を高次の世界へ導くため、幼少期より藍神やセラと行動を共にしている褐色肌の青年。「人々の恐れが争いを生む」というシャーディーの教えを信じ、復讐の念に支配されていく藍神の行動に危機感を覚えているものの、マニ本人も獏良への恨みは無くしておらず、千年リングの邪念に支配された後は獏良を自らの手で殺害しようと行動した。
百済木軍団（くだらぎぐんだん）
声：ケンドーコバヤシ／ジャングルポケット
劇場版『THE DARK SIDE OF DIMENSIONS』に登場。
童実野高校に通う札付きのワル（城之内談）の五人組。リーダーの百済木を筆頭として、リンチを通じて弱者をいたぶる様子を撮影しネットで配信するなどの卑劣行為を繰り返している。